# Cirta
Cirta ("stad") var en stad i Numidien, ursprungligen bebodd av berber, konung Micipsas och hans efterföljares residensstad. Under Julius Caesar blev det en romersk koloni. Det återuppbyggdes av kejsar Konstantin den store och fick då namnet Constantina samt motsvarar det nuvarande Constantine i Algeriet.
Två berömda slag har ägt rum i Cirta: slaget i Cirta under andra puniska kriget, och belägringen av Cirta under Jugurthakrigen.